# BSC Lokomotiv de Moscovo
BSC Lokomotiv de Moscovo é um time profissional de futebol de praia associado ao clube de futebol Lokomotiv Moscovo, com sede em Moscovo, na Rússia. É considerado um dos maiores clubes no mundo de futebol de praia. O clube possui títulos: regionais, nacionais, continentais e mundial.

## História
Em 2010 o Locomotivo Moscovo venceu o primeiro título de sua história em futebol de praia, quando venceu o Strogino Moscovo no campeonato russo por 3 a 2 na prorrogação em Anapa.
Um ano depois da conquista inédita do campeonato russo, sagrou-se campeão da taça russa em Anapa (na mesma arena que faturou o campeonato nacional). Na mesma temporada o clube conquistou a supercopa da Russia.
O maior título da história do Locomotivo, foi o Mundialito de Clubes de 2012 na Praia de Copacabana no Rio de Janeiro. A equipe passou por equipes favoritas e qualificadas. Na decisão, venceu o Flamengo por 6 a 4 na decisão. Na mesma temporada a equipe dos Ferroviários, ganhou a Taça da Rússia e o campeonato russo.
Em 2013, o clube faturou um dos grandes título no futebol de praia, a equipe Vermelho e verde conquistou a primeira edição da Taça Europeia de Clubes de 2013, tento mesmo valor que a Liga do Campeões da UEFA, a equipe venceu o Griffin Kiev da Ucrânia, por 3 a 0 na final. Novamente no mesmo ano o clube levou a taça da Rússia e o campeonato russo em São Petersburgo..
Três ano depois o Locomotivo Moscovo, foi tetracampeão da taça da Russia.
Em 2017, foi bicampeão do mundialito de clubes em Vargem grande paulista, Brasil, vencendo a equipe do Pars Jonquil do Irã, por 5 a 4 na decisão. Também ganhou o treta campeonato russo e o campeonato regional que foi Taça Vitória em Moscou.
Em 2018, o clube conquistou um novo título continental, a Taça Eurasia.

## Títulos
| Mundiais     | Mundiais                | Mundiais | Mundiais                |
|              | Competição              | Títulos  | Temporadas              |
| ------------ | ----------------------- | -------- | ----------------------- |
|              | Mundialito de Clubes    | 3        | 2012, 2017 e 2021       |
| Continentais |                         |          |                         |
|              | Competição              | Títulos  | Temporadas              |
|              | Taça Europeia de Clubes | 1        | 2013                    |
|              | Taça Eurasia            | 1        | 2018                    |
| Nacionais    |                         |          |                         |
|              | Competição              | Títulos  | Temporadas              |
| Rússia       | Campeonato Russo        | 4        | 2010, 2011, 2012 e 2017 |
| Rússia       | Taça Russa              | 4        | 2011, 2012, 2013 e 2016 |
| Rússia       | Supercopa da Rússia     | 1        | 2011                    |
| Regionais    |                         |          |                         |
|              | Competição              | Títulos  | Temporadas              |
| Moscou       | Taça Vitória            | 1        | 2017                    |